# Hnidousy
Hnidousy jsou čtvrť a katastrální území v kladenské městské části Švermov.

## Název
Jméno Hnidousy znamená ve staročeštině ves hnidousů, tj. lidí hnidovatých, majících hnidy. V historických pramenech se název objevuje ve tvarech: Hniduz (1282), Hnydus (1338), v Hnidusiech (1432) a Hnidausy (1615).

## Historie
První písemná zmínka o Hnidousech pochází z roku 1282, kdy vesnice patřila vyšehradské kapitule. V první polovině čtrnáctého století byla částí manské soustavy hradu Křivoklát a prvním doloženým hnidouským manem byl roku 1338 Gotfrýd z Hnidous. Jiným manem byl v roce 1407 Dobeš z Hnidous. Některý z manů ve vsi během čtrnáctého století založil tvrz, doloženou poprvé v roce 1414, kdy ji Slavibor z Hnidous prodal Janu Skopcovi z Kralovic. V roce 1432 tvrz patřila Janu Špatkovi. Ten ji udržel i poté, co statek v roce 1434 připadl králi Zikmundovi, který jej daroval Janovi z Schonsee. Jan Špatka poté Hnidousy v roce 1456 prodal Jindřichovi z Malíkovic. V následujících desetiletích byla vesnice rozdělena mezi několik majitelů, přičemž v roce 1472 patřil díl se tvrzí Janu Hochovi.
V roce 1570 statek získal Albrecht Pětipeský z Chýš a nejspíše nechal tvrz přestavět v renesančním slohu. Jeho příbuzní vesnici vlastnili do roku 1613, kdy ji pro dluhy prodali Žďárským ze Žďáru. Tvrz zpustla v průběhu třicetileté války. Na přelomu sedmnáctého a osmnáctého století byla přestavěna na sýpku, ale ta byla v první polovině devatenáctého století zbořena.

## Obecní správa
Při sčítání lidu v roce 1869 Hnidousy byly osadou obce Vinařice v okrese Slaný. Při sčítáních v letech 1880–1930 byly samostatnou obcí a v letech 1950–1979 bývaly částí Švermova. Samotný Švermov se stal 1. ledna 1980 součástí Kladna.

## Společnost
V Hnidousích je sokolovna, působil zde fotbalový klub SK Hnidousy, nově označovaný jako TJ Baník Švermov.

## Pamětihodnosti
- Secesní kostel svatého Mikuláše od architekta Antona Möllera

## Osobnosti

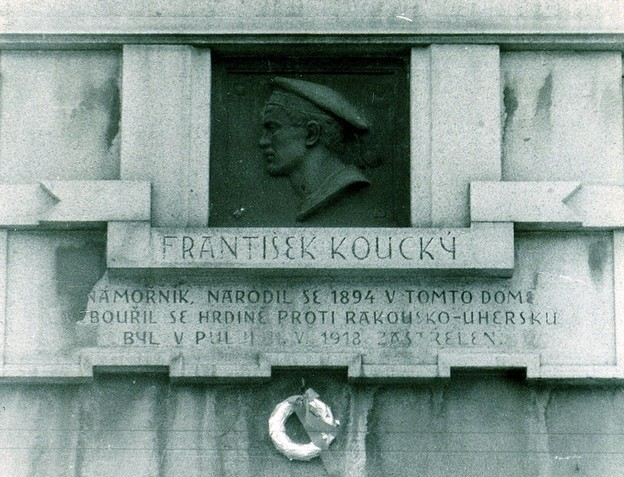
Pamětní deska na rodném domě Františka Kouckého

V roce 1894 se zde narodil František Koucký, od 17 let námořník a kuchař rakousko-uherského válečného loďstva. Dne 11. května 1918 byl popraven v chorvatské Pule za účast na vzpouře námořníků v boce Kotorské. Pamětní deska byla odhalena za účasti deseti tisíc lidí na sokolovně v Hnidousích, připomíná jej pomník v Hnidousích i válečný hrob na hřbitově námořníků v Pule.
Místním rodákem je také Bedřich Švestka (1912–1990), rektor Univerzity Karlovy v době normalizace, akademik, lékař, poslanec, diplomat a vysokoškolský pedagog.